# Wojny husyckie

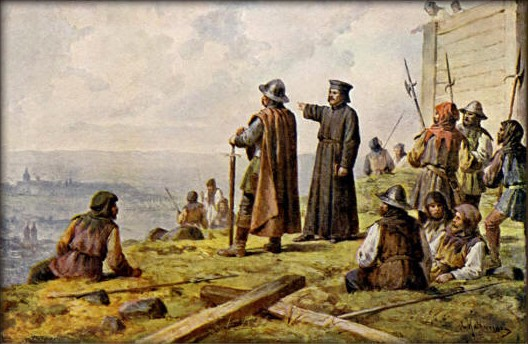
Jan Žižka z husyckim księdzem spogląda na Pragę po Bitwie o Witkową Górę

Wojny husyckie – wojny religijne toczone na terenie Czech w latach 1419–1436, będące wynikiem krucjat organizowanych przez cesarza Zygmunta Luksemburskiego przy poparciu papiestwa.

## Przebieg wojen
Początkiem wojen husyckich stało się powstanie przeciwko obwinionemu za śmierć Jana Husa Zygmuntowi Luksemburskiemu, który po Wacławie IV odziedziczył tron czeski.
Wojskami husyckimi dowodził Jan Žižka, a po jego śmierci w 1424 roku Prokop Wielki. Po odparciu 4 (z pięciu) krucjat:
- pierwszej w latach 1420–1421
- drugiej w latach 1421–1422
- trzeciej w roku 1422
- czwartej w roku 1427
- piątej w roku 1431

W ramach akcji odwetowej, w czasie ofensywy przeprowadzonej na skalę strategiczną i na kilku frontach husyci zaatakowali tereny (Austria, Brandenburgia, Saksonia, Śląsk) z których atakowano Czechy w ramach krucjat. Atak na Śląsk był karą za pomoc udzieloną przez książąt śląskich krzyżowcom, którzy w ramach czwartej krucjaty zaatakowali Czechy. W 1431 r. Prokop Wielki odniósł zwycięstwo nad piątą krucjatą pod Domažlicami.
W wojnach husyckich mimo edyktu wieluńskiego brali udział ochotnicy polscy, a po zawarciu porozumienia z Koroną Królestwa Polskiego, w 1433 r. wyruszyła wyprawa polsko-husycka na ziemie zakonu krzyżackiego, docierając poprzez Nową Marchię aż do wybrzeży Morza Bałtyckiego (zobacz husycka wyprawa nad Bałtyk). Nowościami w dziedzinie wojskowości było masowe wykorzystanie hakownic oraz taktyki ufortyfikowanego taboru. Z początku stosowane przez husytów, były później wykorzystywane przez obie strony konfliktu.
Po ugodzie umiarkowanego odłamu husytów utrakwistów z katolikami doszło do otwartego konfliktu wewnątrz obozu husyckiego. W 1434 r. w bitwie pod Lipanami utrakwiści pokonali taborytów i zawarli porozumienie z Zygmuntem Luksemburskim. W 1436 r. ostateczną formę ugody poparł sobór bazylejski, tzw. Kompaktaty praskie (władca uznawał autonomię Kościoła czeskiego, przyjęto komunię pod dwiema postaciami). Zygmunt został królem Czech w 1436 r. Wojny husyckie osłabiły pozycję Kościoła katolickiego i feudałów niemieckich w Czechach, przygotowały grunt dla idei reformacji w Europie.

## Chronologiczna lista bitew
- 1419 – bitwa pod Nowym Kninem
- 1419 – bitwa pod Živohoštem
- 1419 – bitwa pod Nekmierzem
- 1420 – bitwa pod Sudomierzem
- 1420 – bitwa pod Melechovem
- 1420 – bitwa pod Benešovem
- 1420 – bitwa pod Kutną Horą
- 1420 – bitwa pod Taborem
- 1420 – bitwa o Witkową Górę
- 1420 – bitwa pod Małym Borem
- 1420 – bitwa pod Wyszehradem
- 1421 – bitwa pod Mostem
- 1421 – bitwa na górze Vladař
- 1421 – bitwa pod Kutną Horą
- 1422 – bitwa pod Nebovidami
- 1422 – bitwa pod Habrem
- 1422 – bitwa pod Niemieckim Brodem
- 1423 – bitwa pod Hořicami
- 1423 – bitwa pod Stachovym Dvorem
- 1423 – bitwa pod Horni Dubenką
- 1424 – bitwa pod Czeską Skalicą
- 1424 – bitwa pod Maleszowem
- 1426 – bitwa pod Uściem
- 1427 – bitwa pod Zwettlem
- 1427 – bitwa pod Tachovem
- 1428 – zdobycie Prudnika
- 1428 – bitwa pod Nysą
- 1428 – bitwa pod Chrastavą
- 1428 – bitwa pod Starym Wielisławiem
- 1429 – bitwa nad Muldą
- 1430 – bitwa pod Trnawą
- 1431 – bitwa pod Horką
- 1431 – bitwa pod Domazlicami
- 1433 – bitwa pod Rybnikiem
- 1433 – bitwa pod Trzebnicą
- 1433 – bitwa pod Hiltersried
- 1434 – bitwa pod Lipanami
- 1435 – bitwa pod Křečem

## W kulturze popularnej
- Wojny husyckie stały się kanwą trylogii husyckiej – popularnych powieści fantastyczno-historycznych, napisanych przez Andrzeja Sapkowskiego w latach 2001–2006. W skład trylogii wchodzą książki: Narrenturm, Boży bojownicy oraz Lux perpetua.
- Wojny husyckie stały się kanwą trylogii husyckiej – powieści historycznych, napisanych przez czeskiego pisarza Aloisa Jiráska.
- Wojny husyckie znalazły swoje miejsce także w filmie. Czeski reżyser Otakar Vávra nakręcił w latach 1954–1956 trylogię składającą się z filmów Jan Hus (1954), Jan Žižka (1955) i Proti všem (1956).